# The Comfort Zone
The Comfort Zone — второй и самый коммерчески успешный студийный альбом певицы Ванессы Уильямс. Был выпущен 20 августа 1991 года.

## Позиции в чартах и успех
Альбом достиг номера 17 в чарте «Billboard 200» и достиг первого места в «Billboard R&B/Hip-Hop chart». В Великобритании альбом попал в топ 20 и получил статус платинового, с числом продаж 310000 экземпляров.
Первый сингл «Running Back to You» возглавил «Hot R&B/Hip-Hop Songs» и достиг номера 18 в чарте «Billboard Hot 100». Второй сингл «The Comfort Zone» достиг номера 62 в «Billboard Hot 100», номера 2 в «Hot R&B/Hip-Hop Songs» и 25 в « Hot Dance Club Play».
«Save the Best for Last» стал настоящим успехом Ванессы, сингл достиг номера 1 «Billboard Hot 100» и продержался на вершине пять недель. Четвёртый сингл «Just for Tonight» достиг первой двадцатки в «Billboard Hot 100» и следующий «Work to Do» чуть меньший успех.
Альбом был продан тиражом 2 800 000 во всем мире и получил статус трижды платинового.
The Comfort Zone был номинирован на пять премий «Грэмми».

## Список композиций
- «The Comfort Zone» (Kipper Jones, Reggie Stewart)- 3:59
- «Running Back to You» (Trevor Gale, Kenni Hairston) — 4:39
- «Work to Do» (O’Kelly Isley, Ronald Isley, Rudolph Isley) — 4:36
- «You Gotta Go» (Dr. Jam, Brian McKnight, Mark Stevens) — 6:21
- «Still in Love» (Derek Bramble)- 3:38
- Save the Best for Last (Phil Galdston, Jon Lind, Wendy Waldman)- 3:38
- «What Will I Tell My Heart?» (Irving Gordon, Jack Lawrence, Peter Tinturin)- 4:17
- «Strangers Eyes» (Irving Gordon, Jack Lawrence, Peter Tinturin) — 6:16
- «2 of a Kind» (Dr. Jam, Jam, Dr., Vanessa Williams)- 5:16
- «Freedom Dance (Get Free!)» (Kipper Jones, Reggie Stewart)- 4:14
- «Just for Tonight» (Keith Thomas, Cynthia Weil) — 4:28
- «One Reason» (Keith Thomas, Cynthia Weil) — 4:52
- «Better off Now» (Keith Thomas, Wendy Waldman) — 4:14
- «Goodbye» (Gary Chapman, Keith Thomas) — 4:21

## Синглы

### Running Back to You
| Chart (1991)                         | Высшая позиция |
| ------------------------------------ | -------------- |
| U.S. Billboard Hot 100               | 18             |
| U.S. Billboard Hot R&B/Hip-Hop Songs | 1              |
| U.S. Billboard Hot Dance Club Play   | 2              |
| Canadian Singles Chart               | 37             |

### The Comfort Zone
| Chart (1992)                         | Высшая позиция |
| ------------------------------------ | -------------- |
| U.S. Billboard Hot 100               | 62             |
| U.S. Billboard Hot R&B/Hip-Hop Songs | 2              |
| U.S. Billboard Hot Dance Club Play   | 25             |

### Save the Best for Last
| Чарты (1990—1999)      | Позиция |
| ---------------------- | ------- |
| U.S. Billboard Hot 100 | 47      |

### Just for Tonight
| Chart (1992)                          | Высшая позиция |
| ------------------------------------- | -------------- |
| U.S. Billboard Hot 100                | 26             |
| U.S. Billboard Hot R&B/Hip-Hop Songs  | 11             |
| U.S. Billboard Hot Adult Contemporary | 2              |
| Canadian Singles Chart                | 14             |

### Work to Do
| Chart (1991)                         | Высшая позиция |
| ------------------------------------ | -------------- |
| U.S. Billboard Hot 100               | 52             |
| U.S. Billboard Hot R&B/Hip-Hop Songs | 3              |
| U.S. Billboard Hot Dance Club Play   | 8              |
| Canadian Singles Chart               | 35             |